# Кутлияров, Вадим Владимирович
Вадим Владимирович Кутлияров (род. 27 июня 1989) — российский биатлонист, специализирующийся в летнем биатлоне (кросс). Мастер спорта России (с 5 октября 2012).

## Биография
Воспитанник ДЮСШ Мишкинского района Республики Башкортостан. Позднее представлял Стерлитамак и Уфу. Тренер — Мударисов, Миннегали Закирович.
Чемпион России в летнем биатлоне (2012, масс-старт,), серебро в пасьюте и спринте (2012).
В сборной России (юниорской) с 2010 года, во взрослой — с 2012, кандидат, затем сборник.
В. В. Кутлияров — тренер-преподаватель в уфимской ДЮСШ № 31, преподаватель физкультуры в Уфимском педколлежде № 1

## Семья
Брат Владислав также занимался биатлоном на профессиональном уровне.